# Diecezja Bragançy-Mirandy
Diecezja Bragançy-Mirandy (łac. Dioecesis Brigantiensis-Mirandensis) – diecezja Kościoła rzymskokatolickiego w Portugalii. Należy do metropolii Bragi. 23 marca 1545 powstała diecezja Mirandy. Diecezja Bragançy została wydzielona 5 marca 1770 z terytorium diecezji Mirandy. Obie diecezje połączono 27 września 1780.

## Główne świątynie
- Katedra: Katedra Matki Bożej Królowej w Bragançy
- Konkatedra: Konkatedra Najświętszej Maryi Panny w Miranda do Douro
- Bazyliki mniejsze:
  - Bazylika Matki Bożej Wniebowziętej w Torre de Moncorvo
  - Bazylika Chrystusa Świętego w Outeiro

## Biskupi diecezjalni (od 1780)
- Bernardo Pinto Ribeiro Seixas (1780–1792)
- António Luís da Veiga Cabral e Câmara (1793–1819)
- José Maria de Santa Anna Noronha OSPPE (1824–1829)
- José António da Silva Rebelo CM (1832–1846)
- Joaquim Pereira Ferraz OSB (1849–1853)
- José Manuel de Lemos (1854–1856)
- João d’Aguiar (1857–1871)
- José Luis Alves Feijo OSST (1871–1874)
- José Maria da Silva Ferrão de Carvalho Mártens (1875–1883)
- Manuel Bernardo da Souza Ennes (1883–1885)
- José Alves de Mariz (1885–1912)
- José Lopes Leite de Faria (1915–1927)
- Antonio Bento Martins Júnior (1928–1932)
- Luís António de Almeida (1932–1935)
- Abílio Augusto Vaz das Neves (1938–1965)
- Manuel de Jesus Pereira (1965–1978)
- António José Rafael (1979–2001)
- António Montes Moreira OFM (2001–2011)
- José Cordeiro (2011–2021)
- Nuno Almeida (od 2023)